# Еріх Лоренцен
Еріх Лоренцен (нім. Erich Lorenzen; 19 червня 1896, Глюксбург — 5 травня 1945, Кіль) — німецький правник, доктор права, адмірал-суддя крігсмаріне (1 травня 1944).

## Біографія
7 серпня 1914 року призваний в армію рядовим 84-го піхотного полку. Учасник Першої світової війни. 24 січня 1919 року демобілізований. 6 лютого 1925 року вступив у ВМФ судовим асесором, служив на різних лінійних кораблях юристом. З 1 січня 1934 року служив в суді при інспекції військово-морської артилерії, з 1 квітня 1935 року — при 2-у адміралі військово-морської станції «Нордзе». З 15 жовтня 1936 року — тимчасовий суддя суду військово-морської станції «Нордзе». 1 квітня 1940 року переведений в штаб командувача-адмірала військово-морської станції «Нордзе», а 3 березня 1941 року переданий в розпорядження ОКМ з відрядженням в Імперський військовий суд. З 1 липня 1941 року — імперський військовий суддя Імперського військового суду, з 20 вересня 1943 року — суддя з нагляду суду при Вищому військово-морському командуванні «Остзе». Наклав на себе руки.

## Нагороди
- Залізний хрест 2-го і 1-го класу
- Почесний хрест ветерана війни з мечами
- Медаль «За вислугу років у Вермахті» 4-го, 3-го і 2-го класу (18 років)